# 克里斯托夫·海梅羅特
克里斯托夫·海梅羅特（德語：Christofer Heimeroth，1981年8月1日—），是一名德國職業足球員，現時效力德國足球甲級聯賽球隊門興格拉德巴赫。

## 榮譽
史浩克04
- 德國足協盃亞軍：2004-05賽季

## 外部連結
- fussballdaten.de：Christofer Heimeroth之統計數據 （德文）